# Punta Setteventi
La Punta Setteventi (2.250 m s.l.m.) è la montagna più alta delle Prealpi Bresciane. Si trova in Lombardia (provincia di Brescia) nel comune di Bagolino.

## Descrizione
La montagna fa parte del gruppo di monti compreso tra il Passo del Maniva ed il Passo di Crocedomini.